# Psammocora
Psammocora is een geslacht van koralen uit de familie van de Psammocoridae.

## Soorten
- Psammocora albopicta Benzoni, 2006
- Psammocora contigua (Esper, 1794)
- Psammocora digitata Milne Edwards & Haime, 1851
- Psammocora eldredgei Randall, 2015
- Psammocora haimiana Milne Edwards & Haime, 1851
- Psammocora profundacella Gardiner, 1898
- Psammocora stellata (Verrill, 1866)
- Psammocora verrilli Vaughan, 1907